# برايس براون
برايس براون (بالإنجليزية: Brice Brown)‏ هو فنان أمريكي، ولد في 10 أكتوبر 1972 في لويفيل في الولايات المتحدة.